# 에드바르트 스힐레베이크스

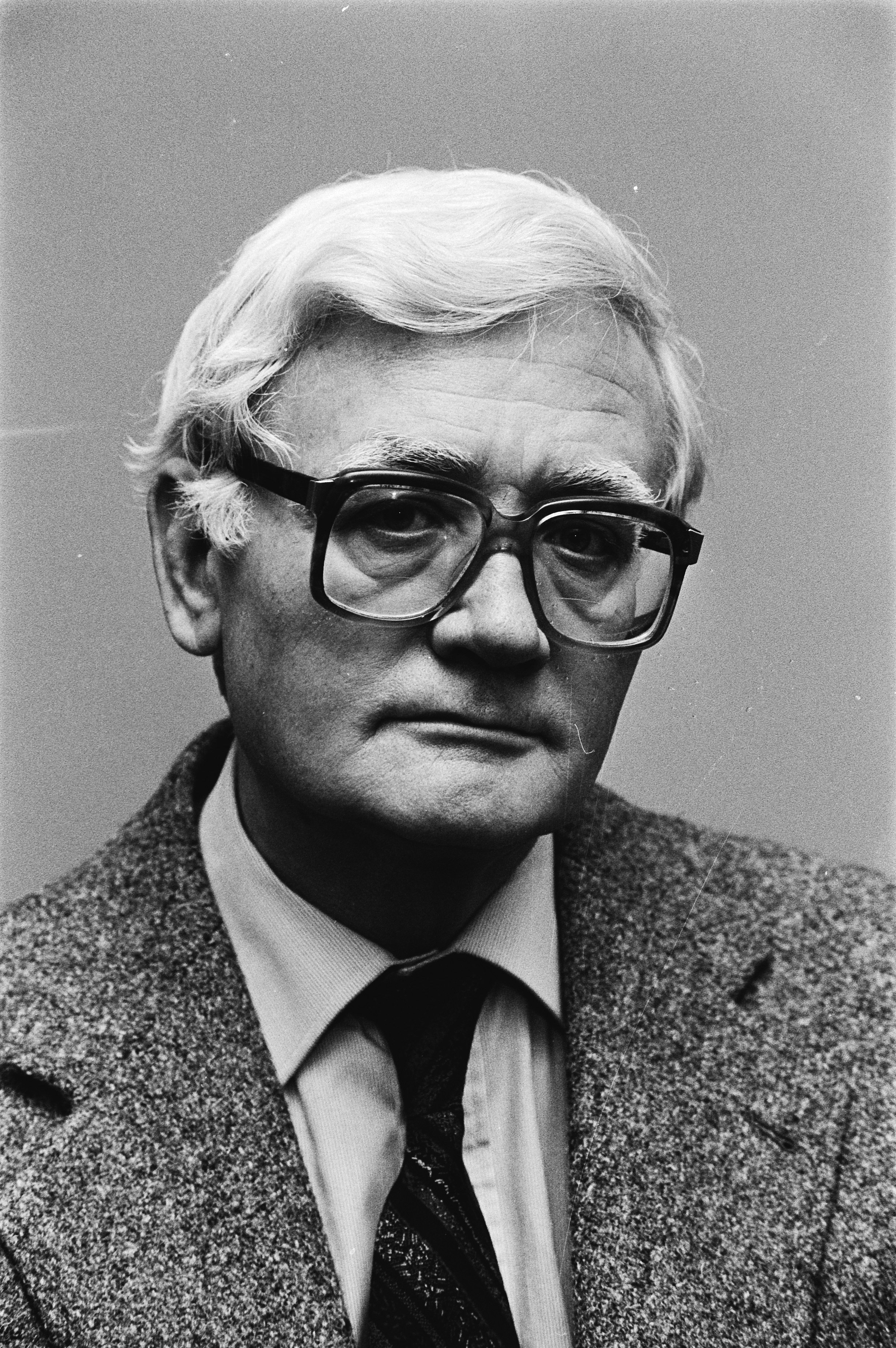
에드바르트 시힐러베익스 (Edward Schillebeeckx), 1979년

에드바르트 스힐레베이크스(네덜란드어: Edward Schillebeeckx, 영어:  /ˈskɪləbeɪks/ 네덜란드어: [ˈsxɪləbeːks], 1914년 11월 12일 - 2009년 12월 23일)는 영어식으로는 쉴레벡스로 네덜란드 발음으로는 시힐러베익스로 벨기에 안트베르펀에 태어난 로마 가톨릭 신학자이다. 그는 네이메헌에 있는 가톨릭대학교에서 가르쳤다. 1943년 사제가 되었다. 그의 기존 토마스주의에 대한 비판으로 바티칸에서 신학적 의심을 받았지만 카를 라너의 도움으로 위기를 넘겼다.
한스 큉과 카를 라너와 함께 개혁성향의 저널 콘칠리움(Concilium)을 1965년 출판하였다.
그는 도미니코 수도회 회원이었으며 그의 책들이 여러언어로 번역되었으며, 제2차 바티칸공의회에서 공헌을 세워서 세계에 알려지게 되었다.
뢰번 가톨릭대학교에서 신학과 철학을 배웠으며 1952년 그의 학위논문은 "성사적 구원경륜"(De sacramentele heilseconomie)이다. 마리-도미닉 슈뉘(Marie-Dominique Chenu)와 이브 콩가르(Yves Congar)에게서 현대 가톨릭교회 신학뿐만 아니라 카를 바르트와 같은 개혁파 사상도 소개받았다.

## 귀납법적 신학방법론
제2차 바티칸공의회 직후 네덜란드 교회에서의 경험과 미국 여행을 통한 새로운 세계의 경험, 그리고 폴 리쾨르와 한스 한스 게오르크 가다머의 영향은 그에게 현대사회, 그리고 인간의 경험과 직접적 대화를 시도하게 한 결정적 요소가 된다. 이런 도전은 「하느님 인간의 미래」(1969)에 잘 드러난다. 이는 토미즘(Thomism) 신학을 버리고 성서 주석학(biblical exegesis)으로 이동하는 것을 의미한다. 교의학 개념을 중심으로 인간 경험을 탐구하는 연역적 방법에서, 인간의 경험을 출발점으로 삼아 이 경험을 밝히기 위한 도구로써 교의 개념을 살펴보는 귀납적 방법으로 신학 연구 방법론을 바꿨다. 그는 자신의 신학 방법론을 두고 "인간의 경험, 그리스도인의 공동체적, 개인적인 경험에 바탕을 둔 방법론"이라고 설명한다. 그는 인간 경험에 근거하여 현대인을 연구하고, 신앙 전통의 의미를 재해석 한다.

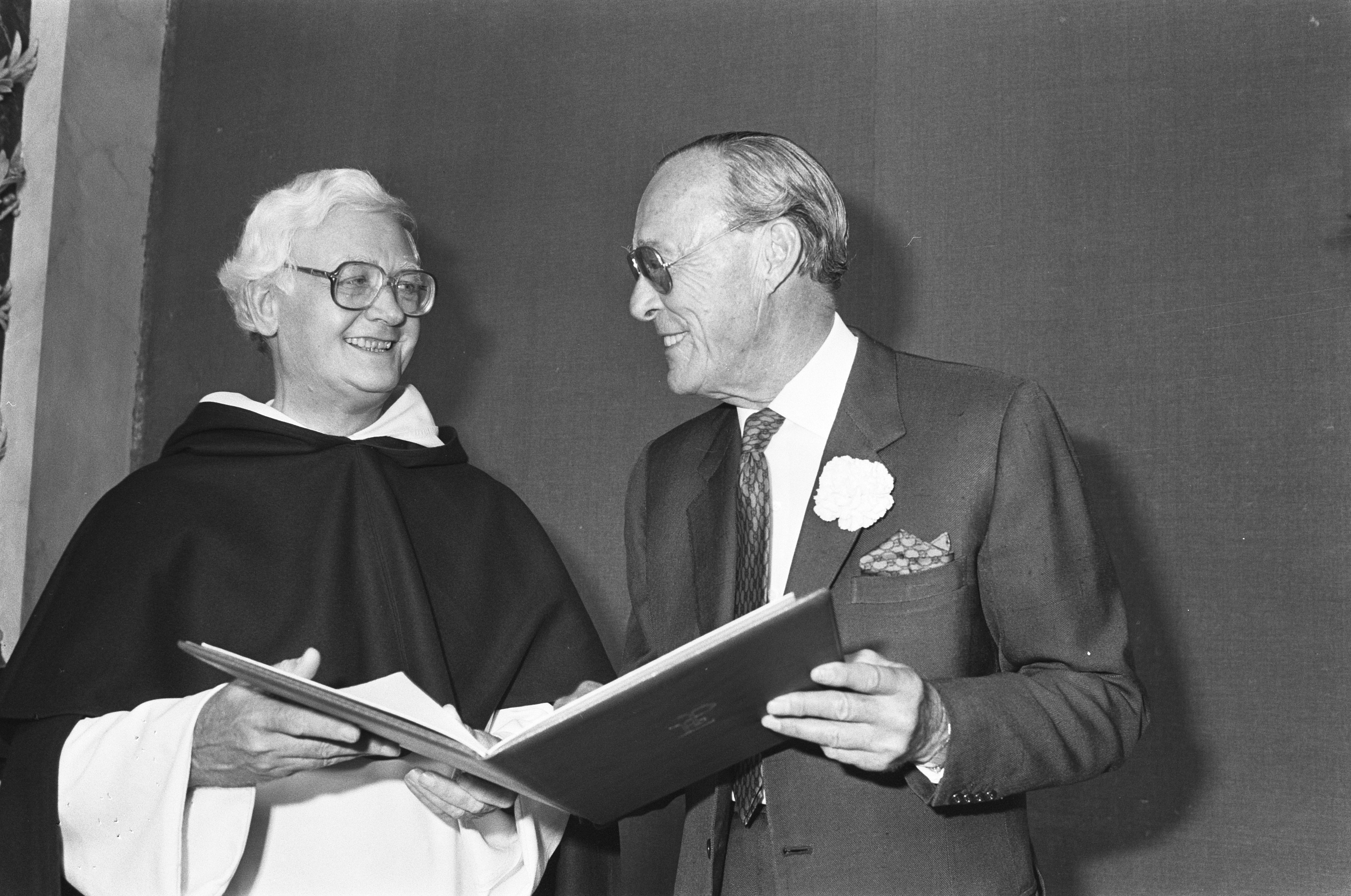
1982년 에라스뮈스 상을 받은 에드바르트 시힐러베익스 교수

## 참고 문헌
- De sacramentele heilseconomie (Antwerp 1952)
- Christus, sacrament van de Godsontmoeting (Bilthoven 1959) – tr. Christ the sacrament of the encounter with God (New York 1963)
- Op zoek naar de levende God (Nimwegen 1959)
- Openbaring en theologie (Bilthoven 1964) (Theologische Peilingen, 1) – tr. Revelation and theology (London 1979)
- God en mens (Bilthoven 1965) (Theologische Peilingen, 2)
- Wereld en kerk (Bilthoven 1966) (Theologische Peilingen, 3)
- De zending van de kerk (Bilthoven 1968) (Theologische Peilingen, 4)
- Jezus, het verhaal van een levende (Bloemendaal 1974) – tr. Jesus: an experiment in Christology (London 1979; New York 1981)
- Gerechtigheid en liefde, genade en bevrijding (Bloemendaal 1977) – tr. Christ: the Christian experience in the modern world (London 1980)
- Tussentijds verhaal over twee Jezusboeken (Baarn 1978)
- Evangelie verhalen (Baarn 1982) – tr. God among us : the Gospel proclaimed (London 1983)
- Pleidooi voor mensen in de kerk. Christelijke identiteit en ambten in de kerk (Baarn 1985) – tr. The Church with a human face: a new and expanded theology of ministry (New York 1985)
- Als politiek niet alles is... Jezus in de westerse cultuur (Baarn 1986) – tr. On Christian faith: the spiritual, ethical and political dimensions (New York 1984)
- Mensen als verhaal van God (Baarn 1989) – tr. Church. The human story of God (New York 1990)
- I Am a Happy Theologian (London 1994)
- The Eucharist (2005/1948)
- Erik Borgman, Edward Schillebeeckx. A Theologian in His History. Vol. 1: A Catholic Theology of Culture (London, New York NY, 2003).
- Bibliography of Edward Schillebeeckx 1936-1996. Compiled by Ted Schoof and Jan Van de Westelaken (Baarn, 1997).
- The Schillebeeckx Case. Official Exchange of Letters and Documents in the Investigation of Fr. Edward Schillebeeckx by the Sacred Congregation for the Doctrine of the Faith, 1976-1980. Edited with introduction and notes by Ted Schoof (New York NY, 1980).
- Jennifer Cooper, Humanity in the Mystery of God: the theological anthropology of Edward Schillebeeckx. (London, T&T Clark, 2011).